# Deichmanske bibliotek
Deichmanske bibliotek er Oslo kommunes bibliotek, Norges største folkebibliotek og et af de ældste biblioteker i Norge. Det blev grundlagt i 1785 i Oslo. Grundlaget var Carl Deichmans bogsamling, foræret som testamentarisk gave. Biblioteket åbnede den 12. januar 1785.
Biblioteket var helt fra begyndelsen åbent for alle byens borgere, og de ældste låneprotokoller viser at det blev benyttet hyppigt. Eftersom bibliotekaren Jacob Rosted også var rektor ved Katedralskolen, blev det i 1802 bestemt at samlingen skulle flyttes til skolebygningen og stilles op sammen med skolens bibliotek.
Deichmanske bibliotek blev stående som en del af skolebiblioteket frem til midten af det nittende århundrede, indtil det fik egne lokaler. Det fik også sin egen bibliotekar, Gerhard Magnus.
Under Haakon Nyhuus var Deichmanske bibliotek ledende i Norden. Bygningen på Hammersborg i nyklassisk stil, der i dag befinder sig på hovedbiblioteket blev færdiggjort i 1933.
I 2001 blev der offentliggjort en vedtagelse i Oslo kommune om et nyt hovedbibliotek på Vestbanen.
I 2007 underskrev Oslo kommune og Statsbygg en kontrakt for overdragelse af kulturskødet på Vestbanen, og byggeriet gik i gang i 2009.
Det nye bibliotek åbnede sine døre den 18. juni 2020 - lettere forsinket på grund af COVID-19 - og blev kåret som verdens bedste offentlige bibliotek i 2021.